# Cross country (ciclismo)

Pictograma del Cross country

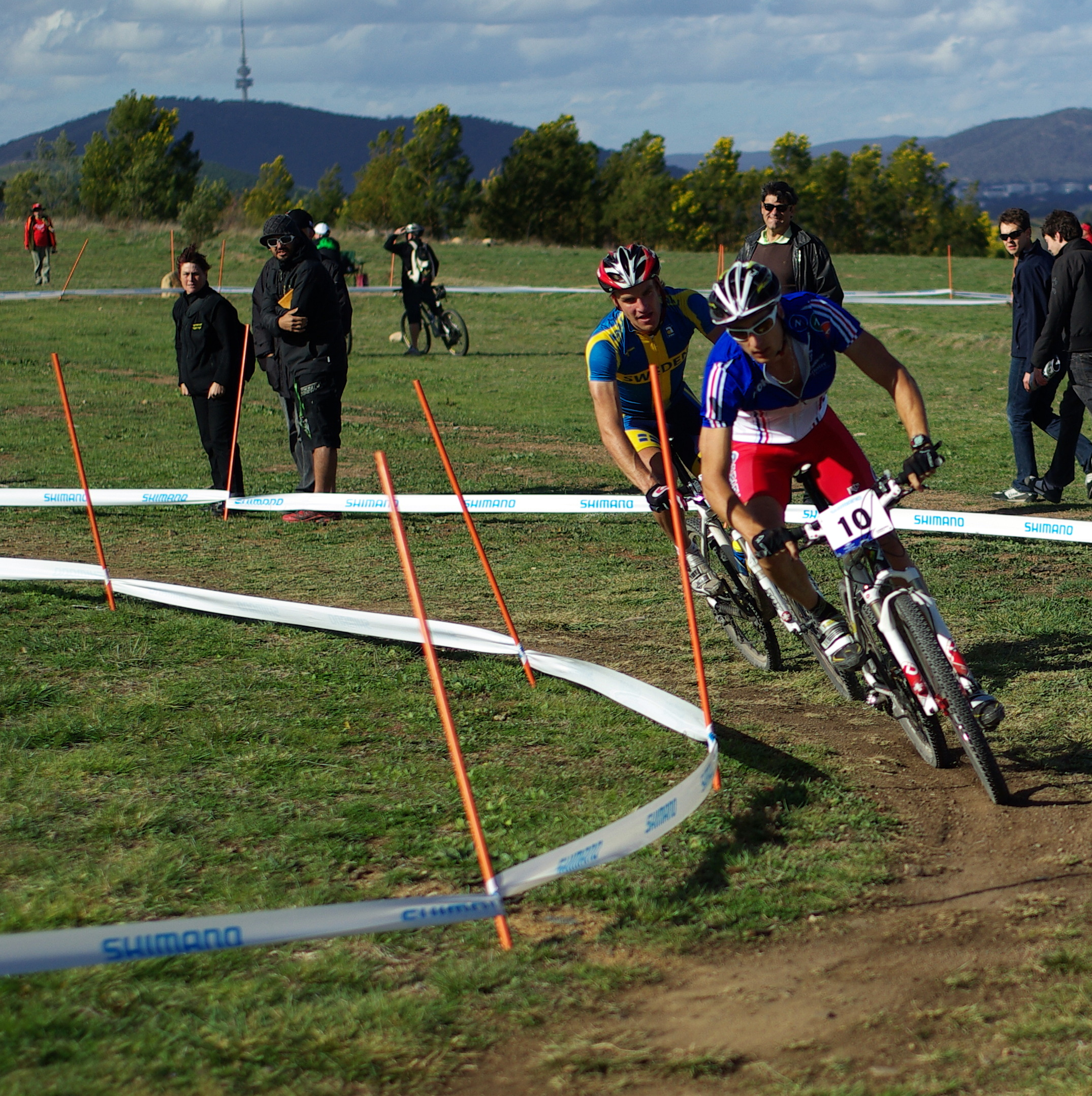
Ciclismo cross country en Canberra, 2009

Cross country (XC; en español: campo a través o rally) es la especialidad más común del ciclismo de montaña, aunque menos difundido que el descenso de montaña (downhill o DH), ya que es más difícil de televisar. 
Es la modalidad más extendida y popular. Para los más experimentados esta disciplina se define fácilmente: se trata de ir a tope en todo momento, subiendo, bajando y en plano, hay que ir siempre lo más rápido posible. Para el resto de usuarios, el XC es sinónimo de MTB, de ciclismo de montaña sobre todo por terreno sin complicaciones, por pistas, aunque hay quien le gusta complicarlo un poco más y acceder por rutas más técnicas.Se suele practicar con bicis de cuadro rígido (solo con suspensión de horquilla) teniendo en cuenta que cuanto menor sea el peso total de la bicicleta, más fácil serán las subidas, ya que las competiciones en esta modalidad transcurren a lo largo de un circuito donde se contabiliza el tiempo total del recorrido entero, subidas y bajadas. 
Es la modalidad por la que se suelen iniciar la mayoría de aficionados. También hay bicis de doble suspensión para XC.
El cross country en bicicleta se convirtió en un deporte olímpico en 1996.

## Bicicletas y equipamiento

### Bicicletas
Para conseguir mejorar la velocidad que alcanzamos con este tipo de bicicletas por los senderos de montaña una de sus principales características es que son muy ligeras, y por ello quizás algo más caras. En este sentido los cuadros fabricados teniendo en cuenta esta característica, aunque en las gamas hay de todo tipo de materiales y de precios, desde bicicletas con cuadro de aluminio o titanio,a las más comunes de carbono.
Además este componente de velocidad implica que necesita un mejor frenado, para lo cual las XC montan frenos de disco, que les permitan parar justo en el último momento para no perder velocidad ni la inercia mucho antes. Además que si tenemos barro en el terreno son muchos más efectivos que los frenos tradicionales. Por último todas las bicicletas de esta gama suelen traer siempre suspensión delantera.
Por último un aspecto que permite alcanzar más velocidad sobre este tipo de cuestiones es el tamaño de las ruedas. En los últimos años se han puesto de moda las bicicletas con ruedas de 29″,en lugar de las ya casi en desuso de 26" y con neumáticos que cada vez han ido aumentando su grosor,desde los 1.8" hasta las actuales tendencias de 2.20" o incluso 2.30" y 2.40" para XCO(modalidad olímpica). 

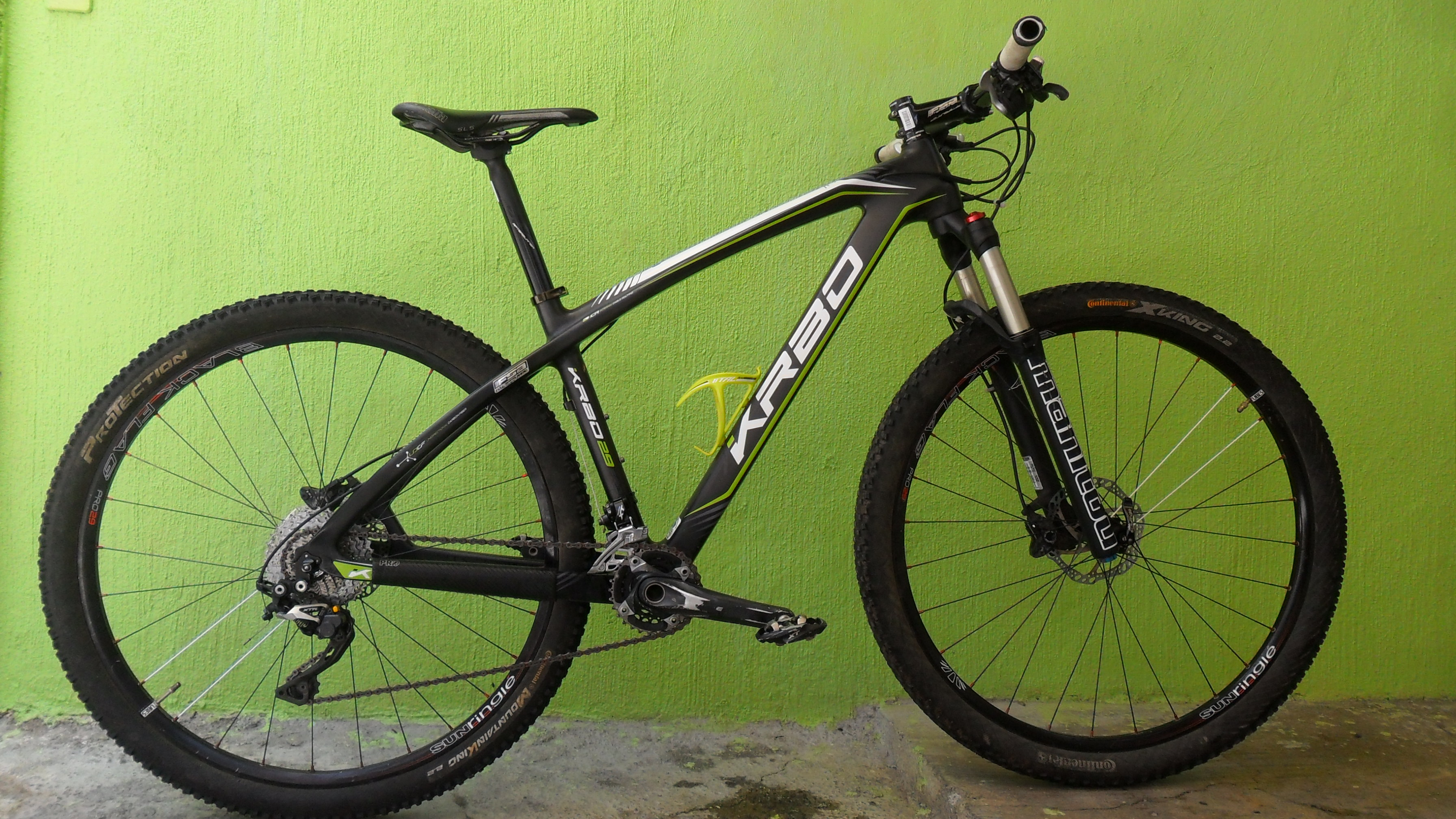
Bicicleta para el Cross country

### Cascos
Un casco de ciclismo o casco ciclista, se diseña específicamente para proporcionar la protección principal a los ciclistas, tiene ciertas características que ayudan al desempeño sin sacrificar seguridad, suelen ser ligeros y muy bien ventilados para la comodidad del ciclista.

### Zapatos
La suela debe ser rígida para transmitir eficazmente la energía de las piernas al pedal. En MTB se adopta un compromiso y la suela es más blanda para poder caminar en sitios difíciles. También puede acoplarse en ellas un enganche para los pedales automáticos. Los primeros modelos fabricados para este deporte fueron hechos en Italia, en materiales naturales tanto en su cuerpo como en su suela. Hoy en día predominan materiales sintéticos, entre los que se incluyen, piel sintética, fibra de carbono, titanio y magnesio, para garantizar el máximo desempeño del ciclista al transmitir eficazmente la potencia de las piernas a las bielas de la bicicleta, además de tener una gran durabilidad.
Existen varias empresas que desarrollan y manufacturan estas, cada una de ellas añade a sus zapatillas sus propias tecnologías dando como resultados la existencia de diferentes tipos de cierres, suelas, acabados y precios.

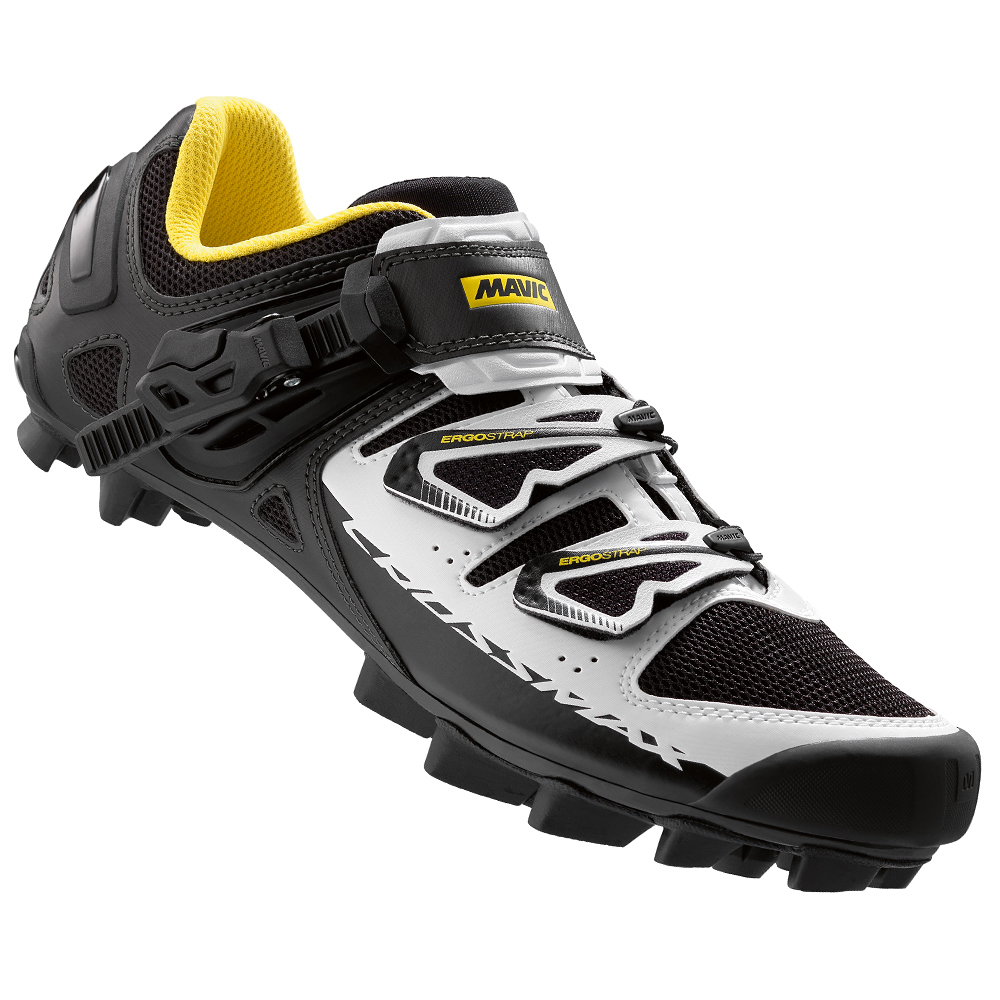
Zapatillas Mavic

### Ruedas
En el ciclismo cross country, más que en otras áreas de la bicicleta de montaña, un debate ha comenzado sobre el tamaño óptimo de la rueda. El tamaño utilizado actualmente es de 29 pulgadas que se resolvió con el inicio de la temporada actual del ciclismo de montaña, pero hay otras dos opciones que se utilizan actualmente: el 27.5 y 26 pulgadas. Las ruedas 27.5 usan llantas de 584 mm de diámetro (650B), y que con un neumático tipo balón montado miden aproximadamente 27,5". Las ruedas de 29" son básicamente neumáticos más amplios montados en llantas del formato 700c de carretera, midiendo 29" con neumáticos montados.